# Linan cardialis
Linan cardialis – gatunek chrząszcza z rodziny kusakowatych i podrodziny marników.
Gatunek ten opisany został po raz pierwszy w 2002 roku przez Petera Hlaváča na łamach Annales de la Société entomologique de France. Jako miejsce typowe wskazano Ban Huay Ya Sai w dystrykcie Wiang Pa Pao w północno-zachodniej Tajlandii. W 2011 roku Yin Ziwei i Li Lizhen na łamach Acta Entomologica Musei Nationalis Pragae dokonali jego redeskrypcji.
Chrząszcz ten osiąga od 3,28 do 3,63 mm długości i od 1,25 do 1,29 mm szerokości ciała. Głowa jest nieco dłuższa niż szeroka. Oczy złożone buduje u samca około 50, a u samicy około 35 omatidiów. Czułki buduje jedenaście członów, z których trzy ostatnie są powiększone, a u samca ponadto człony dziewiąty i dziesiąty są silnie zmodyfikowane. Przedplecze jest tak szerokie jak długie. Pokrywy są szersze niż dłuższe. Nasadowo-boczne krawędzie przedplecza i pokryw pozbawione są gęstych szczecinek. Zapiersie (metawentryt) u samców ma wydłużone i w widoku bocznym rozdwojone na wierzchołkach wyrostki. Odnóża przedniej pary mają po jednym kolcu na tylnych krawędziach krętarzy, niezmodyfikowane uda i, u samca, po szeroko zaokrąglonej ostrodze na szczytach goleni. Odnóża środkowej pary również mają po jednym kolcu na tylnych krawędziach krętarzy. Genitalia samca mają edeagus o krótkich i wąskich paramerach.
Owad orientalny. Znany jest z północno-zachodniej Tajlandii oraz Junnanu w południowej części Chin, w tym z rezerwatów przyrody Nabanhe i Xishuangbanna. Spotykany był na rzędnych od 600 do 1700 m n.p.m. Zasiedla ściółkę w lasach liściastych.